# Vasile Groapă
Vasile Groapă (Dulcești, 23 marzo 1955) è un ex sollevatore rumeno, attivo nella categoria dei pesi medio-massimi (fino a 90 kg) e dei pesi massimi primi (fino a 100 kg).

## Carriera
Ha gareggiato alle Olimpiadi di Mosca 1980, valide anche come campionati mondiali, terminando al 7º posto finale nei pesi medio-massimi e alle Olimpiadi di Los Angeles 1984 vincendo la medaglia d'argento nei pesi massimi primi, alle spalle del tedesco occidentale Rolf Milser e davanti al finlandese Pekka Niemi. La competizione olimpica del 1984 era valida anche come Campionato mondiale.
Si è ritirato nel 1987 dopo un infortunio riportato durante un allenamento.